# Circuito Montañés 2010
La edición de 2010 fue la número 35 en la historia del Circuito Montañés.

## Etapas
| Etapa   | Fecha       | Recorrido                      | km        | Ganador            | Líder          |
| Prólogo | 8 de junio  | Santander-Santander            | 5,8 (CRI) | Martijn Keizer     | Martijn Keizer |
| 1ª      | 9 de junio  | Santander-Maliaño              | 172       | Carlos Oyarzún     | Sergi Escobar  |
| 2ª      | 10 de junio | Santoña-Ramales de la Victoria | 175,5     | Noam Lelarge       | Noam Lelarge   |
| 3ª      | 11 de junio | Miengo-El Astillero            | 178,1     | Lilian Jégou       | Lilian Jégou   |
| 4ª      | 12 de junio | Solares-Fuente del Chivo       | 163,6     | Fabio Duarte       | Fabio Duarte   |
| 5ª      | 13 de junio | Polanco-Torrelavega            | 173,3     | Gaël Malacarne     | Fabio Duarte   |
| 6ª      | 14 de junio | Torrelavega-Santo Toribio      | 143,6     | Niels Albert       | Fabio Duarte   |
| 7ª      | 15 de junio | Potes-Santander                | 152       | Víctor de la Parte | Fabio Duarte   |

## Clasificaciones finales

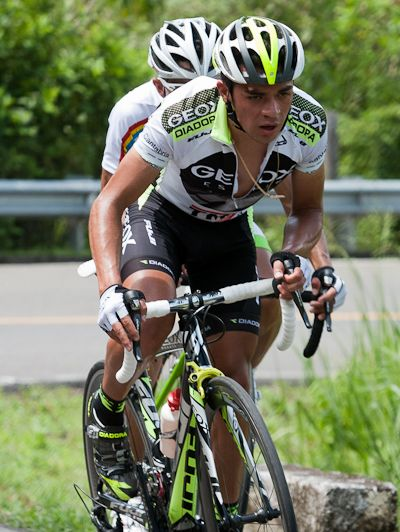
Fabio Duarte, ganador del Circuito Montañés 2010.

| \| 1. \| Fabio Duarte \| Colombia \| Café de Colombia-Colombia es Pasión \| 28h 42' 14" \| \| 2. \| Carlos Oyarzún \| Chile \| Supermercados Froiz \| + 1' 14" \| \| 3. \| Higinio Fernández \| España \| Caja Rural \| + 2' 04" \| \| 4. \| José Herrada \| España \| Caja Rural \| + 3' 04" \| \| 5. \| Niels Albert \| Bélgica \| BKCP-Powerplus \| + 3' 24" \| \| 6. \| Luca Zanasca \| Italia \| CDC-Cavaliere \| + 3' 26" \| \| 7. \| Robinson Chalapud \| Colombia \| Café de Colombia-Colombia es Pasión \| + 3' 56" \| \| 8. \| Israel Pérez \| España \| Extremadura-Spiuk \| + 4' 04" \| \| 9. \| Sergi Escobar \| España \| Asfaltos Guerola-Valencia Terra i Mar \| + 4' 09" \| \| 10. \| Romain Hardy \| Francia \| Bretagne-Schuller \| + 4' 10" \| \| 140 participantes, 91 clasificados \| \| \| \| \| |                   |          |                                       |             |
| 1. | Fabio Duarte      | Colombia | Café de Colombia-Colombia es Pasión   | 28h 42' 14" |
| 2. | Carlos Oyarzún    | Chile    | Supermercados Froiz                   | + 1' 14"    |
| 3. | Higinio Fernández | España   | Caja Rural                            | + 2' 04"    |
| 4. | José Herrada      | España   | Caja Rural                            | + 3' 04"    |
| 5. | Niels Albert      | Bélgica  | BKCP-Powerplus                        | + 3' 24"    |
| 6. | Luca Zanasca      | Italia   | CDC-Cavaliere                         | + 3' 26"    |
| 7. | Robinson Chalapud | Colombia | Café de Colombia-Colombia es Pasión   | + 3' 56"    |
| 8. | Israel Pérez      | España   | Extremadura-Spiuk                     | + 4' 04"    |
| 9. | Sergi Escobar     | España   | Asfaltos Guerola-Valencia Terra i Mar | + 4' 09"    |
| 10. | Romain Hardy      | Francia  | Bretagne-Schuller                     | + 4' 10"    |
| 140 participantes, 91 clasificados |                   |          |                                       |             |

## Evolución de las clasificaciones
| Etapa (Ganador)                | Clasificación general | Clasificación de la regularidad | Clasificación de la montaña | Clasificación de las metas volantes | Mejor sub-23      | Mejor cántabro                 | Clasificación por equipos             |
| ------------------------------ | --------------------- | ------------------------------- | --------------------------- | ----------------------------------- | ----------------- | ------------------------------ | ------------------------------------- |
| Prólogo (CRI) (Martijn Keizer) | Martijn Keizer        | Martijn Keizer                  |                             |                                     | Martijn Keizer    | Jesús Ezquerra                 | Asfaltos Guerola-Valencia Terra i Mar |
| Etapa 1 (Carlos Oyarzún        | Sergi Escobar         | Carlos Oyarzún                  | Xabier Iriarte              | Fabricio Ferrari                    | Nikita Novikov    | Jesús Ezquerra                 | Itera-Katusha                         |
| Etapa 2 (Noam Lelarge)         | Noam Lelarge          | Carlos Oyarzún                  | José Herrada                | Florian Guillou                     | Higinio Fernández | José Manuel Gutiérrez Revuelta | Supermercados Froiz                   |
| Etapa 3 (Lilian Jégou)         | Lilian Jégou          | Carlos Oyarzún                  | José Herrada                | Adrián Sáez de Arregi               | Higinio Fernández | José Manuel Gutiérrez Revuelta | Supermercados Froiz                   |
| Etapa 4 (Fabio Duarte)         | Fabio Duarte          | Carlos Oyarzún                  | José Herrada                | Adrián Sáez de Arregi               | Higinio Fernández | Eloy Carral                    | Café de Colombia-Colombia es Pasión   |
| Etapa 5 (Gaël Malacarne)       | Fabio Duarte          | Carlos Oyarzún                  | José Herrada                | Domenico Agosta                     | Higinio Fernández | Eloy Carral                    | Café de Colombia-Colombia es Pasión   |
| Etapa 6 (Niels Albert)         | Fabio Duarte          | Carlos Oyarzún                  | José Herrada                | Domenico Agosta                     | Higinio Fernández | Eloy Carral                    | Café de Colombia-Colombia es Pasión   |
| Etapa 7 (Víctor de la Parte)   | Fabio Duarte          | Carlos Oyarzún                  | José Herrada                | Domenico Agosta                     | Higinio Fernández | Eloy Carral                    | Café de Colombia-Colombia es Pasión   |

- Datos: Q5769977